# Alfons Aragoneses
Alfons Aragoneses Aguado (Madrid, 1973) es un jurista, historiador del derecho y escritor español. Es profesor de historia del derecho en la universidad pública Pompeu Fabra ubicada en Barcelona -Cataluña-.

## Biografía académica
Aragoneses es licenciado en Derecho por la Universidad Autónoma de Barcelona en 1996, finalizando en la misma universidad su máster en Derecho en el año 2000. Estuvo en el Instituto Max Planck de Frankfurt -Historia del Derecho Europeo- como investigador predoctoral desde 2000 a 2003. Obtuvo el Doctorado en Derecho con mención europea en la Universidad de Gerona en 2006 con la tesis doctoral Más allá del código civil pero por el código civil. Raymond Saleilles (1855-1912) y la lucha por el derecho comparado bajo la dirección de José María Pérez Collados.
De 2006 a 2007 fue profesor asociado de la Universidad Pompeu Fabra en Barcelona; de 2008 a 2010 fue investigador Juan de la Cierva en la misma universidad de la que desde 2011 es profesor lector.
Además ha sido docente en la Università degli Studi del Sannio, Benevento, en abril de 2013 y realizado numerosas estancias de investigación en la Universidad de California en Berkeley (Robbins' Collection) en 1998 y en centros de Alemania (Max Planck Institut e Iberoamerikanisches Institut) entre 2000 y 2013.
Actualmente es profesor de Historia del Derecho en la Universidad Pompeu Fabra (UPF).

## Investigación
Las líneas centrales de su investigación son la Justicia transicional, las transiciones a la democracia, Derecho y dictaduras, Historia jurídica contemporánea e historia jurídica comparada.
Desde mayo de 2007 es coordinador del proyecto de investigación sobre los deportados españoles en los campos de concentración nazis (auspiciado por Govern de Catalunya/Memorial Democràtic, Amical Mauthausen, UPF).

## Colaboración internacional
Aragoneses ha participado en la Comisión Colombiana de Juristas (2001) y ha sido observador electoral internacional, especialmente en países del África subsahariana. Desde 2005 ha realizado 10 misiones como observador electoral internacional realizadas en: Cisjordania (GENCAT), Bielorrusia (OSCE), RDC 2006, Nigeria 2007, Kenia 2007, Bangladés 2008, Guinea 2010, RDC 2011, Sierra Leona 2012, Guinea 2013 (Unión Europea).

## Publicaciones
Pueden consultarse las publicaciones de Alfons Aragoneses en Google Scholar, Dialnet, WorlCat y la Universidad Pompeu Fabra, entre ellas:
Libros
- 2007 - Recht im “fin de siècle“. Briefe von Raymond Saleilles an Eugen Huber, Frankfurt am Main, Vittorio Klostermann, ISBN 978-3-465-04038-5.[10]
- 2009 - Un jurista del Modernismo. Raymond Saleilles y los orígenes del derecho comparado, Madrid, Dykinson, ISBN 978-84-9849-786-1.[11][12]

Capítulos de libros
- 2002 - "Strafrecht fin de siècle. Raymond Saleilles und die Strafrechtswissenschaft in Frankreich Ende des 19. Jahrhunderts", in Ad Fontes, Frankfurt/M, Peter Lang, 11-22.
- 2005 - "Eine andere "Reise in die Alcarria". Die "Hermandades de Labradores" als Werkzeuge für Francos Agrarpolitik", in, Michael Stolleis (Editor), Korporativismus in den südeuropäischen Diktaturen, Frankfurt am Main, Vittorio Klostermann, 365-381.
- 2004 - "Atomisierte Geschichte. Der Franquismus-Boom in Spanien", Rechtsgeschichte 5, 293-297
- 2006 - "Verfassungsgerichtsbarkeit im Umgang mit ihrem Vorzimmer. Reminiszenzen nichtrechtstaatlicher Kultur im spanischen Recht", in Rainer Maria Kiesow (Editor), Vorzimmer des Rechts, Frankfurt am Main, Klostermann, 1-12.
- 2006 - "Oral Sources and the reconstruction of Franquism", in Dieter Simon (Editor), Die andere Seite des Wirtschaftsrechts. Steuerung in den Diktaturen des 20. Jahrhunderts, Frankfurt am Main, Vittorio Klostermann, 204-218.
- 2008 - "Neoautoritarismo y observación electoral. El caso de Nigeria", in Observación electoral internacional. Sentido, actores, retos, Valencia, CEPS, 133-144.
- 2008 - "El derecho bajo el Franquismo. Transformaciones del sistema jurídico español 1936-1978", in Margalida Capellà (ed), Represión política, justicia y reparación, Palma, Plural, 123-160.[13]
- 2008 - "Nuevo Estado, vieja sociedad anónima. Apuntes sobre la Ley de 1951", in: Federico Fernández-Crehuet / António Hespanha (Hg.), Franquismus und Salazarismus, Legitimation durch Diktatur?, Frankfurt am Main, Vittorio Klostermann, 295-316
- 2011 - "La dictadura franquista: estat d'excepció permanent?" In: AAVV, La repressió franquista i la revisió jurídica de les dictadures, Barcelona, Memorial Democràtic, 221-234.
- 2013 - "Saleilles et les accidents de travail. Le droit moderniste face à l'état social", in Frédéric Audren et alii (Ed.), Raymond Saleilles et au délà, Paris, Dalloz, 143-158.
- 2013 - "Modernización del derecho, "legal transplants" y legislación especial en Europa y Argentina. El caso de los accidentes de trabajo", in Thomas Duve (editor) Las transformaciones del derecho privado en Europa y América Latina (1900-1945), Frankfurt am Main, Vittorio Klostermann.
- 2014 - "La Revista de derecho mercantil y la modernización del Estado y de la economía", en Federico Fernández-Crehuet /Sebastián Martín, (Editores), Las revistas jurídicas del Franquismo, Granada, Comares.
- 2017 - Legal silences and the Memory of Francoism in Spain en Belavusau, Uladzislau; Gliszczynska-Grabias, Aleksandra: Law and Memory. Towards Legal Governance of History, pp 151-174, Cambridge University Press

Artículos

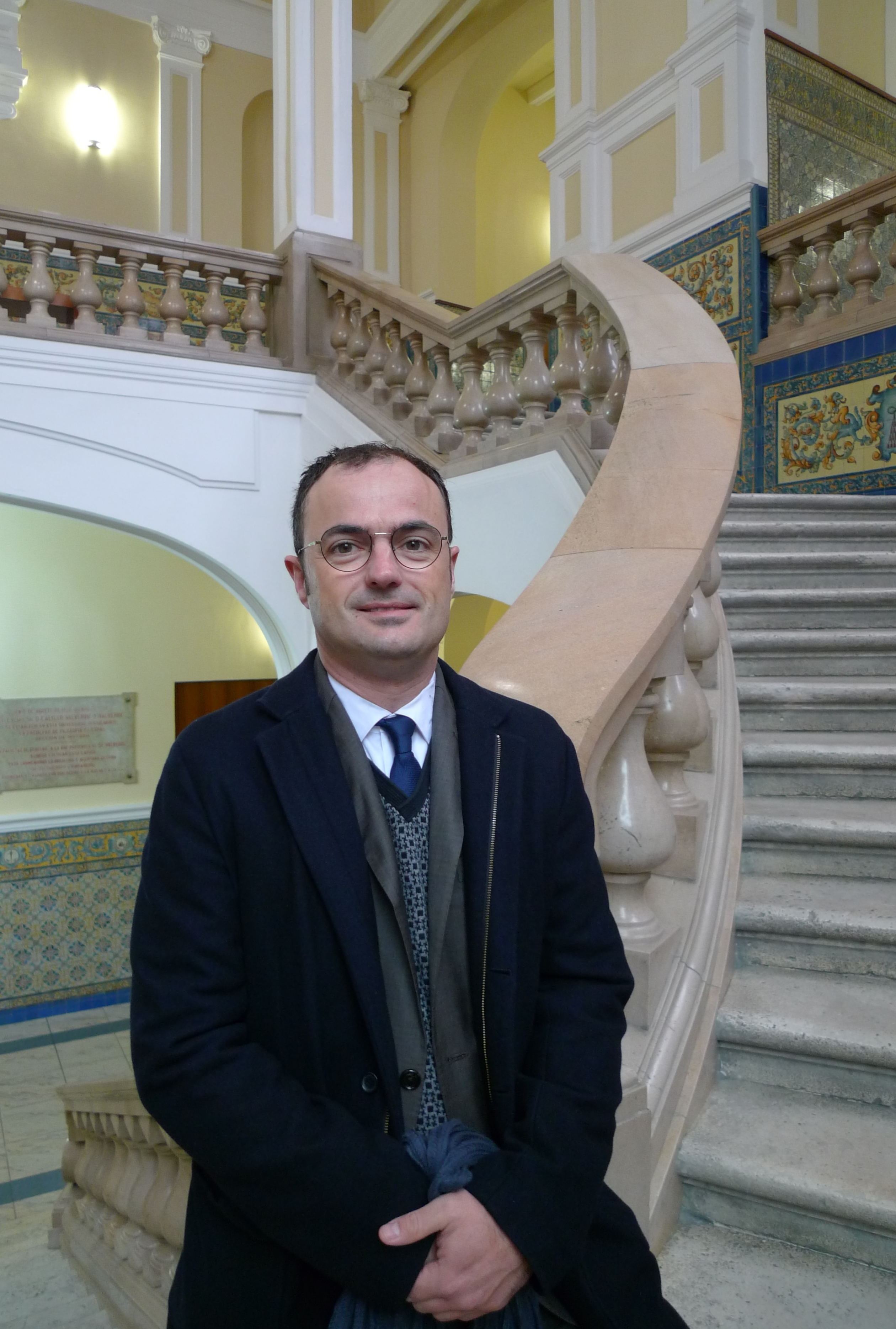
Alfons Aragoneses en la Facultad de Derecho de Valladolid, España, 2018

- 2001 - "Birte Gast, Der Allgemeine des BGB im Urteil vom Raymond Saleilles", Ius Commune (23).
- 2004 - "Atomisierte Geschichte. Der Franquismus-Boom in Spanien", Rechtsgeschichte 5, 293-297.
- 2009 - "Las elecciones ajenas. Contexto y desarrollo de las elecciones en la República Islámica de Afganistán", Revista Eines 8, 26-27 (con Adoración Guamán).
- 2010 - "El cens dels deportats espanyols als camps nazis", Revista Quaderns 179.
- 2013 - "Elecciones en la República Democrática del Congo ¿Fracaso de la comunidad internacional?", Revista Diagonal, 02.2012.
- 2018 - Uses of "Convivencia" and "Filosefardismo" in Spanish Legal Discourses, RG-Rechtsgeschichte, 26, pp 200-219